# 추계예술대학교
추계예술대학교(秋溪藝術大學校, Chugye University for the Arts)는 대한민국 서울특별시 서대문구의 사립 대학이다. 황신덕이 설립한 추계예술학교를 전신으로 두고 있으며, 교명은 황신덕의 호 '추계'에서 따온 것이다.

## 연혁
- 1973년 11월 추계예술학교 Chugye Arts School 설립
- 1974년 3월 개교
- 1980년 11월 4년제 각종학교 지정
- 1996년 12월 추계예술대학 Chugye College of Arts으로 승격
- 1997년 3월 추계예술대학교 Chugye University for the Arts로 승격 음악학부, 미술학부, 문학부
- 2002년 추계예술대학교 Chugye University for the Arts 음악학부, 미술학부, 문학부, 영상학부 및 예술경영대학원 신설
- 2011년 : 교육과학기술부 선정 정부재정지원제한대학[1]
- 2014년 추계예술대학교 Chugye University for the Arts 음악대학 미술대학, 문학영상대학 학부제에서 학과제로 변경
- 2018년 추계예술대학교 미술대학 서양화과 영문명이 Dep. Painting에서 Dep. Studio Art로 변경
- 2021년: 일반재정지원 미선정대학
- 2022년:일반재정지원 선정대학, 2022년 5월 미선정 대학 52개를 대상으로 한 대학기본역량진단에서 일반재정지원대학에 추가 선정되었다.
- 2024년:이후 학사구조가 개편된다. 먼저 기존의 음악대학은 공연예술대학으로 변경되고, 미술대학이 미술창작학부로 바뀌어 작곡과, 문예창작과와 함께 창의예술대학으로 개편될 예정이다. 또한 콘텐츠스토리전공, 콘텐츠비즈니스전공, 그리고 신설되는 메타콘텐츠전공이 융합예술대학으로 구성된다. 더불어 예술경영 1개 전공만 운영되던 융합전공 제도를 확대 개편하여 예술교육, 예술치료 전공을 신설할 예정이다.

## 학생 활동

### 동아리
추계예술대학교는 13개의 동아리 등이 활동하고 있다.

## 비판 및 논란

### 정부재정지원 제한대학 선정 논란
추계예술대학교의 부실대학 선정으로 인한 인지도하락
추계예술대학교가 2011년 대한민국의 정부재정지원 제한대학으로 선정되자 일각에서는 편파적인 선정기준으로 인하여 추계예술대학교가 피해를 입었다고 보고 있다. 그 이유인 즉 정부재정지원 제한대학의 선정 기준이라는 게 4대 보험이 적용되는 기업 취업율의 비중이 크기 때문이다.
추계예술대학교는 클래식음악, 전통국악같은 순수음악, 서양화, 판화, 동양화 등의 순수예술분야 특화학교로서 작가와 클래식 음악가를 비롯한 각종 예술 분야의 인재를 육성하는 학교라는 것으로, 취업을 목적으로 인재를 육성하는 학교가 아니기 때문에 대기업 및 4대보험 적용직장에 대한 취업율을 반영하는 것은 명백히 추계예술대학교같은 취업이 아닌 다른 목적을 위해 설립된 대학에게 크게 불리하다는 것이다.
실제로 추계예술대학교는 4대보험이 적용되는 직장 취업율만 부실대학 선정기준에 크게 못미칠 뿐 나머지 분야는 근소한 차이이거나 기준보다 월등히 높기 때문에 교육부는 추계예술대학교에 대한 편파적인 기준선정 논란을 피할 수 없게 되었다.
이에 따라 2013학년도부터는 정부재정지원 제한대학 선정의 기준이 변경되었는데 해당학교의 학과에서 예체능 계열의 학과가 전 학과의 50% 이상일 경우 취업률이 정부제정지원 제한대학 선정의 기준에서 면제되도록 조치했으며 또한 정부재정지원 제한대학 선정기준에서 대학의 충원율이 새로 추가되었다. 그러나 충원율이 부실한 학교는 다른 이유로도 정부재정지원 제한대학으로 선정되고 있는 추세이다.

## 같이 보기
- 대한민국의 교육